# Club León
Club León FC obvykle známý jednoduše jako León je mexický fotbalový tým z města León. V současné době hraje nejvyšší mexickou soutěž Liga MX.
León získala titul Primera División sedmkrát: v roce 1948, 1949, 1952, 1956, 1992, Apertura 2013, Clausura 2014.
Největším rivalem je Unión de Curtidores, oba kluby totiž sídlí v centru města León.

## Úspěchy

### Domácí
- Primera División (7): 1947-48, 1948–49, 1951–52, 1955–56, 1991–92, Apertura 2013, Clausura 2014
- Segunda División de México/Primera división 'A' mexicana/Liga de Ascenso de México (5): Temporada 1989/1990, Clausura 2003, Clausura 2004, Clausura 2008, Clausura 2012
- Campeón de Ascenso (2): Final de Ascenso 1989/1990, Final de Ascenso 2011/2012
- Copa México (5): 1948-49, 1957–58, 1966–67, 1970–71, 1971–72
- Campeón de Campeones (4): 1947/1948, 1955/1956, 1970/1971, 1971/1972

## Stadion
Estadio Leon také známý jako Estadio Nou Camp je fotbalový stadion, který se nachází v centru města León. Byl otevřen v roce 1. března 1967 a pojme oficiálně 27 423 lidí. Cena stadionu byla 12 500 000 $. Stadion také hostil MS 1970, MS 1986 a fotbalové zápasy na LOH 1968.